# Sachenrecht
Das Sachenrecht bezeichnet ein Rechtsgebiet, mit dem die Rechtsverhältnisse an Sachen geregelt werden. Zu den Sachen gehören dabei die beweglichen Sachen, Grundstücke und grundstücksgleiche Rechte.

## Rechtsfamilien

### Common law
- Property law (England und Wales)

### Deutscher Rechtskreis
- Sachenrecht (Deutschland)
- Sachenrecht (Liechtenstein)
- Sachenrecht (Österreich)
- Sachenrecht (Schweiz)

### Romanischer Rechtskreis
- Sachenrecht (Frankreich)